# Morte di Seeburg
Morte di Seeburg är det elfte albumet med den svenska instrumentalrockgruppen Robert Johnson and Punchdrunks. Skivan är producerad av Johan Skugge och mastrad av Philip Granqvist. Skivan släpptes i början av 2017 på skivbolaget Fanfar! som LP och digitalt.
Låtskrivare på albumet är bandmedlemmarna Robert Johnson, David Silva och Per Thorsell samt den franske filmkompositören François de Roubaix.

## Låtlista
1. La Piu Bella Garotta
2. Delirium Bullonate
3. Rabbia Fuori Controllo
4. La Danza Del Chontaduro
5. Dub Della Pallottola D'argento
6. Il Rapinatore
7. Alcorub
8. Survol
9. La Morte Per Dub
10. Il Cieco, Il Sordo, Il Stupido
11. Rabbia Finale